# عبد العزيز بن أبي رواد
أبو الفضل عبد العزيز بن عثمان بن جبلة بن أبي رواد المروزي العتكي الأزدي (- 159 هـ/775م)، إمام المسجد الحرام، وأحد الأئمة العباد، ومن رواة الحديث النبوي، مرتبته عند علماء الحديث: صدوق حسن الحديث، توفي في سنة تسع وخمسين ومائة.

## سيرته
كان إمام المسجد الحرام، يُروى أنه مكث أربعين سنة لم يرفع طرفه إلى السماء، فبينا هو يطوف حول الكعبة، إذ طعنه المنصور بأصبعه، فالتفت، فقال: قد علمت أنها طعنة جبار. قال عبد الله بن المبارك: «كان من أعبد الناس». ذهب بصره عشرين سنة ولم يعلم به أهله ولا ولده.
يقول سفيان بن عيينة: كان ابن أبي رواد من أحلم الناس، فلما لزمه أصحاب الحديث، قال: تركوني كأني كلب هرار. وقال أبو عبد الرحمن المقرئ: ما رأيت أحدا قط أصبر على طول القيام من عبد العزيز بن أبي رواد.
كان عبد العزيز مرجئًا، ولمّا مات، جيء بجنازته، فوضعت عند باب الصفا، وجاء سفيان الثوري، فقال الناس: جاء سفيان، جاء سفيان. فجاء حتى خرق الصفوف، وجاوز الجنازة ، ولم يصلِ عليها; لأن سفيان يرى عدم جواز الصلاة على المرجئة. ثم قال سفيان: والله إني لأرى الصلاة على من هو دونه عندي، ولكن أردت أن أري الناس أنه مات على بدعة.

## روايته للحديث النبوي
- روى عن:  سالم بن عبد الله بن عمر بن الخطاب، والضحاك بن مزاحم، وعكرمة البربري، ونافع مولى ابن عمر، وجماعة.[1][3]
- روى عنه: ولده فقيه مكة عبد المجيد بن أبي رواد، وحسين الجعفي، ويحيى القطان، وأبو عاصم النبيل، وعبد الرزاق الصنعاني، ومكي بن إبراهيم، وعبد الله بن المبارك، وآخرون.[1]
- الجرح والتعديل: قال أحمد بن حنبل: كان مرجئًا، رجلًا صالحًا، وليس هو في التثبيت كغيره. وقال أبو حاتم الرازي: صدوق. وقال ابن حبان: روى عن نافع عن ابن عمر نسخة موضوعة، وكان يحدث بها توهمًا لا تعمدًا.[1] استشهد به مرة واحدة البخاري في صحيحه ولم يرو له رواية منفردة، وروى له في الأدب المفرد، وروى له أصحاب السنن الأربعة سوى مسلم.[4]